# 上福元勤
上福元 勤（かみふくもと つとむ、1966年〈昭和41年〉1月4日 - 2007年〈平成19年〉9月29日）は、東京都出身の元プロ野球選手（内野手）。右投右打。

## 来歴・人物
小中学生時代（世田谷区立松沢小、松沢中学）は、調布リーグ（リトル・シニア）で活躍。チームメイトに板倉賢司がいた。
板倉とともに早稲田実業高に進学し、同校の硬式野球部に入部。1年次の1981年は、夏の甲子園大会の東東京予選で1年生ながら18名のベンチ入りを果たし、チームが優勝し甲子園に出場することとなったが、自身は甲子園の15名のベンチ入りからは外れることとなり、甲子園出場はできなかった。
2年次の1982年は、調布リトルの先輩に当たる荒木大輔を擁し春のセンバツと夏の選手権と連続で甲子園に出場した。同年秋からは遊撃手でキャプテンとなる。3年次の1983年は、春のセンバツ出場を逃し、夏の東東京大会も準決勝で関東一高に敗れ甲子園大会を果たせなかった。
1983年のプロ野球ドラフト会議で読売ジャイアンツから6位指名を受け入団。
3年間在籍したものの、一軍出場はなく1986年限りで現役を引退した。
その後はプロ野球マスターズリーグで札幌アンビシャスに所属して活躍していたが、2007年9月29日、直腸がんのため死去。41歳没。

## 詳細情報

### 年度別打撃成績
- 一軍公式戦出場なし

### 背番号
- 62 （1984年 - 1986年）